# 26502 Traviscole
26502 Traviscole è un asteroide della fascia principale. Scoperto nel 2000, presenta un'orbita caratterizzata da un semiasse maggiore pari a 2,2805718 UA e da un'eccentricità di 0,1190062, inclinata di 2,37030° rispetto all'eclittica.